# Aster bipinnatisectus
Aster bipinnatisectus là một loài thực vật có hoa trong họ Cúc. Loài này được Ludlow ex Griers. mô tả khoa học đầu tiên năm 1964.